# 杜門 (武術)
杜門，四川拳術，為中國武術流派之一。

## 源流
明朝末年時四川成都杜官印武功高超，於當地廣授門徒，杜官印還結合徒弟的特長，編創出異於各派的功法，後學者不忘宗師授藝之恩，便把杜官印的姓氏立為派名，故稱為杜門，流傳於成都、樂山、重慶、自貢等地。

## 介紹
以易經中"知機其神"為理論，主張先識對手來路，趁其未發之際而回擊，以靜待動，以逸待勞。招式講究高樁扒襠，圓身顧側，粘擒善跌，封鎖嚴密，出拳用腿，形如推磨，訣曰:「磨盤功貫其中，出拳用腿如捲風」。

## 套路
杜門的拳法包含四門拳、白鶴樁、大鵬俯仰功、六通神臂鐵砂掌，器械套路則有子龍槍、盤龍棍、三十六路禪棍、三尖兩刃刀等